# Petiolacus stenus
Petiolacus stenus är en stekelart som beskrevs av Boucek 1988. Petiolacus stenus ingår i släktet Petiolacus och familjen finglanssteklar. Inga underarter finns listade i Catalogue of Life.